# Bourdettes
Bourdettes település Franciaországban, Pyrénées-Atlantiques megyében. Lakosainak száma 506 fő (2022. január 1.). Bourdettes Arros-de-Nay, Baudreix, Mirepeix és Nay községekkel határos.

## Népesség
A település népességének változása:
| Lakosok száma | 412  | 494  | 507  | 519  | 515  | 514  | 513  | 512  | 509  | 506  |
|               | 2010 | 2013 | 2015 | 2016 | 2017 | 2018 | 2019 | 2020 | 2021 | 2022 |